# Песня Гвоздя
«Песня Гвоздя» — песня группы «Цыганята и Я с Ильича» из альбома «Гаубицы лейтенанта Гурубы».

## История
Однажды, помогая родственникам строить дачу, Олег Судаков стелил полы и вбивал огромные гвозди в дубовые доски. С ненавистью воплощая в жизнь идеалы материального благополучия, Судаков изо всех сил колотил по гвоздям и в какой-то момент неожиданно слился с образом. «Внезапно я начал понимать, что общаюсь с мёртвым лесом и трупами деревьев, — вспоминает он. — Гвозди, входя в дерево, превращались из железной руды в часть земли, никак не протестуя против этого… Когда я дотронулся до гвоздя, он весь пылал, и мне показалось, что гвоздь разрывается на части от невозможности изменить своё состояние».
Во время сессии Олег предложил Летову и Рябинову напевать в монотонной манере слова «это песня гвоздя», сопровождая хоровое пение ударами молотка по железу. Сам Судаков прочувствованно нашёптывал в микрофон: «Холодно… Никак… Жарко… Больно… Жарко… Больно… Больно! Больно!!», постепенно переходя на душераздирающий крик. «Это было непрерывное полуактерство, записанное с одного дубля, — вспоминает он. — Я настолько плотно вошёл в роль, что начал ощущать, как по мне бьёт кувалда».
«Песня Гвоздя» является одной из ключевых психоделических композиций для сибирского андеграунда.
Егор Летов сказал об этой песне так: «Это самое чудовищное произведение, которое я когда-либо слышал».